# Margaret S. Archer

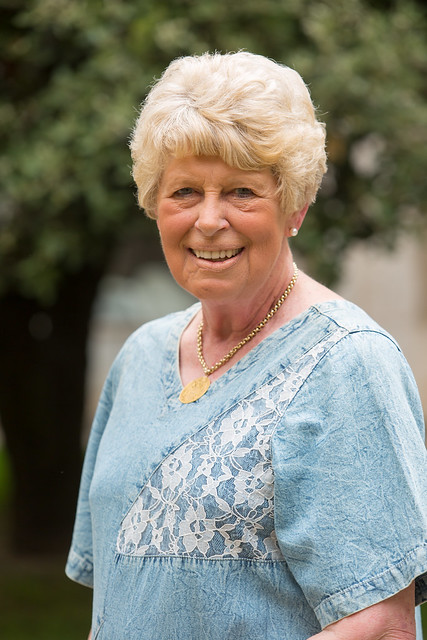
Margaret S. Archer, 2019

Margaret Scotford Archer (* 20. Januar 1943 in Grenoside, England; † 21. Mai 2023) war eine britische Soziologin und Hochschullehrerin.

## Leben
Archer graduierte 1964 an der London School of Economics in Sozialwissenschaften und lehrte Soziologie an der University of Cambridge (1964–1966) sowie der University of Reading (1966–1973). 1967 beendete sie ein Doktoratsstudium zum PhD an der London School of Economics mit der Arbeit The Educational achievement Aspirations of English Working Class Parents: their formation and influence on children’s school. An der École pratique des hautes études studierte sie als Post-Doktorand Verwaltungswissenschaften.
Ab 1973 war sie an der University of Warwick tätig, ab 1979 als Professorin. Sie lehrte ab 2010 als Emeritus an der École polytechnique fédérale de Lausanne und hat dort das Zentrum für Sozial-Ontologie aufgebaut.
Margaret S. Archer war Gründungsmitglied der Päpstlichen Akademie der Sozialwissenschaften und ab 19. Januar 1994 deren Vorstandsmitglied. Am 12. April 2014 wurde sie von Papst Franziskus zur Präsidentin ernannt; sie trat die Nachfolge von Mary Ann Glendon an, die das Amt seit dem 9. März 2004 innehatte. Ab dem 27. März 2019 war der Italiener Stefano Zamagni ihr Nachfolger als Akademiepräsident.
Archer starb am 21. Mai 2023 im Alter von 80 Jahren.

## Wirken
Von 1986 bis 1990 war sie Präsidentin der International Sociological Association. Von 1972 bis 1980 war sie Herausgeberin von Current Sociology, Journal of International Sociological Association. Sie war Mitglied des wissenschaftlichen Beirats des Premio Amalfi, dem Europäischen Preis für Soziologie und Sozialwissenschaften. Ab 1993 war Archer Mitglied der Academia Europaea, einer europäischen regierungsunabhängigen wissenschaftlichen Gesellschaft. Des Weiteren war sie Gründungsmitglied der britischen Academy of Social Sciences.
Ihre Arbeitsschwerpunkte waren: Makrosoziologie, Kultursoziologie, Soziologie der Erziehung sowie vergleichende europäische Studien. Sie hat über 60 Bücher veröffentlicht.
Archers Buch Culture and Agency: The Place of Culture in Social Theory, in dem sie sich mit dem Verhältnis von Kultur, sozialer Struktur und menschlichem Handeln auseinandersetzt, wird zu einem wichtigen Werk der Nachkriegs-Soziologie gezählt.

## Schriften (Auswahl)
- Social Origins of Educational Systems, Sage, London 1979
- Culture and Agency: The Place of Culture in Social Theory, Cambridge University Press Cambridge 1988, revised 1996
- Realist Social Theory: The Morphogenetic Approach, Cambridge University Press Cambridge 1995
- Being Human: The Problem of Agency, Cambridge University Press Cambridge 2000
- Structure, Agency and the Internal Conversation, Cambridge University Press Cambridge 2003, ISBN 0-521-82906-2
- Making Our Way Through the World: Human Reflexivity and Social Mobility, Cambridge University Press Cambridge 2007, ISBN 0-521-87423-8
- Conversations About Reflexivity, Routledge London and New York 2010, ISBN 0-415-55852-2
- The Reflexive Imperative in Late Modernity, Cambridge University Press 2012, ISBN 978-1107605275
- Social Origins of Educational Systems (Classical Texts in Critical Realism), Routledge 2014, ISBN 978-0415639057